# La mort de Robespierre
La mort de Robespierre è un cortometraggio del 1897 diretto da Georges Hatot.

## Trama
I commissari della Repubblica circondano Robespierre che è seduto ad un tavolo, mentre uno sparo pone fine alla sua vita.